# André Tchaikowsky
André Tchaikowsky (también conocido como Andrzej Czajkowski; nombre de nacimiento, Robert Andrzej Krauthammer; Varsovia, Polonia, 1 de noviembre de 1935 – Oxford, Reino Unido, 26 de junio de 1982) fue un compositor y pianista polaco.

## Vida
Robert Andrzej Krauthammer nació en Varsovia en 1935 en el seno de una familia judía. Había mostrado talento musical desde edad muy temprana y su madre, pianista aficionada, le enseñó a tocar el piano a partir de los cuatro años. Al estallar la Segunda Guerra Mundial, la familia fue trasladada al gueto de Varsovia. Krauthammer permaneció allí hasta 1942, cuando fue liberado en secreto, mediante documentos de identidad falsificados que le cambiaron el nombre a Andrzej Czajkowski. Se ocultó entonces con su abuela, Celina, y así permanecieron hasta 1944, cuando durante el Levantamiento de Varsovia fueron capturados y enviados como ciudadanos polacos al campo de tránsito de Pruszków, del que serían liberados en 1945. 
El padre de Tchaikowsky, Karl Krauthammer, sobrevivió a la guerra, se volvió a casar y tuvo una hija, Katherine Krauthammer-Vogt. La madre de Tchaikowsky, Felicja Krauthammer (de soltera Rappaport) no logró escapar del ghetto y murió en Treblinka.
Conocido ya como Andrzej Czajkowski (posteriormente adoptaría la grafía André Tchaikowsky), a los 9 años reanudó sus lecciones de piano en la escuela estatal de Łodz, bajo la tutela de Emma Altberg (alumna de Wanda Landowska). Luego se trasladó a París, donde Lazare Lévy se hizo cargo de su formación musical, y donde, tras una discusión, rompería relaciones con su padre durante muchos años.
Tras su regreso a Polonia (1950), estudió en la Academia Estatal de Música de Sopot con Olga Iliwicka-Dąbrowska, y más tarde en la Academia Estatal de Música de Varsovia con Stanisław Szpinalski. Mientras estudiaba, comenzó su carrera como concertísta, mostrando su talento en interpretaciones públicas de las Variaciones Goldberg de Bach, el Concierto para piano n.° 2 de Rachmaninoff e improvisaciones sobre diversos temas. A partir de 1951 empezó a tomar clases de composición con el profesor Kazimierz Sikorski .

## Carrera
Tchaikowsky comenzó a brillar en el V Concurso Internacional de Piano Frédéric Chopin, donde ganó el octavo premio (1955), y luego se fue a estudiar a Bruselas con el pianista polaco Stefan Askenase. Gracias a su trabajo con Askenase, en 1956 pudo participar en el Concurso de Música Reina Isabel, donde ganó el tercer premio. Ese mismo año emigraría a Inglaterra, donde continuó viviendo hasta su muerte.
En 1957 ofreció una serie de recitales en París para conmemorar el vigésimo aniversario de la muerte de Ravel, donde interpretó todas las obras para piano del compositor francés. En ese mismo periodo logró contactar con Nadia Boulanger en Fontainbleau, con la que trató cuestiones relativas a la composición, y también con Arthur Rubinstein.
Por encima de su éxito como pianista, la mayor pasión de André Tchaikowsky fue componer. Escribió dos conciertos para piano, un cuarteto de cuerdas, siete sonetos de Shakespeare para voz y piano, un trío y varias composiciones para piano solo, que incluyen la Sonata para piano de 1958 y una serie de diez Inventions para piano, compuestas entre 1961 y 1962, que son retratos de una serie de amigos a los que van dedicadas. La última pieza retrata a su psiquiatra, Michael Riddall. 
La pianista inglesa Norma Fisher grabó Inventions para la BBC en 1984.
También terminó una ópera, El mercader de Venecia, basada en la obra homónima de Shakespeare. Escrita en su mayor parte en 1978, Tchaikowsky decidió ofrecerla a la Ópera Nacional Inglesa, en aquel entonces bajo la dirección de Lord Harewood, tras hablar con el crítico musical Hans Keller. Se organizó una lectura de los dos primeros actos en diciembre de 1981, en presencia de Harewood, el director artístico de la ONI, David Pountney, y el director de orquesta Mark Elder. Pero en marzo de 1982 Harewood rechazó la ópera.
Tchaikowsky, ya gravemente enfermo, moriría tres meses después. Su último deseo fue que su ópera se representara.Un deseo que no se vio cumplido hasta 2013, en el Festival de Bregenz.
Tchaikowsky grabó obras de Bach (Variaciones Goldberg), Haydn (dos sonatas, variaciones en fa menor), Mozart (Concierto en do mayor, dos sonatas y otras obras menores), Schubert (valses, ländlers, danzas alemanas). ), Chopin (15 mazurcas ) y Fauré (Cuarteto con piano en do menor) para los sellos discográficos RCA Red Seal y Columbia EMI. Para este último llevó también a cabo varias grabaciones de sus propios trabajos.

## El cráneo
Tchaikowsky murió en Oxford de cáncer de colon a los 46 años. En su testamento donó su cuerpo a la ciencia y estableció que su cráneo fuera entregado a la Royal Shakespeare Company, con el propósito de que se utilizara como atrezzo en escena. Tchaikowsky deseaba que su calavera fuera la de Yorick en algunas producciones de Hamlet. Durante muchos años, ningún actor o director se sintió cómodo utilizando un cráneo auténtico en escena, aunque en alguna ocasión se utilizara en ensayos. 
Finalmente, sería en 2008 cuando David Tennant finalmente sostuviera el cráneo de Tchaikovsky en las representaciones de Hamlet del Courtyard Theatre de Stratford-upon-Avon. Tras revelar la prensa el macabro detalle, la producción se trasladó al West End y la RSC anunció que el cráneo de Tchaikowsky no volvería a utilizarse en las representaciones (un portavoz afirmó que "distraería demasiado a la audiencia"). Sin embargo, el cráneo se utilizó mientras duró la producción en el West End y en la adaptación de la misma obra para la BBC2. El director Gregory Doran dijo: "El cráneo de André Tchaikowsky fue una parte muy importante de nuestra producción de Hamlet y, a pesar de todo el revuelo que se ha formado, André ha significado mucho para la compañía".

## Composiciones
- Concierto para piano n.º 1 (1957)
- Sonata para piano (1958)
- Sonata para clarinete y piano, Op. 1 (1959)
- Inventions para piano, Op. 2 (1961-1962)
- Cuarteto de cuerda n.º 1 en la mayor, Op. 3 (1969-1970)
- Concierto para piano n.º 2, Op. 4 (1966-1971)
- Cuarteto de cuerda n.º 2 en do mayor, Op. 5 (1973-1975)
- El mercader de Venecia, ópera (1968-1982)